# Keith Prentice
Keith Prentice (21 de fevereiro de 1940 – 27 de setembro de 1992) foi um ator americano de televisão, cinema e teatro, cujo papel mais famoso foi o papel de Larry nas versões originais para o palco e para o cinema de The Boys in the Band. Ele também apareceu na novela Dark Shadows durante os últimos meses da série em 1971. Por vários anos, sua foto foi exibida no rótulo de café Taster's Choice.
Prentice estudou na cidade de Nova Iorque, na American Academy of Dramatic Arts. Seus créditos musicais de palco incluem Sail Away, The Sound of Music, Paint Your Wagon e O Rei e Eu. Em 1968, ele apareceu na peça off-Broadway The Boys in the Band, uma peça outrora controversa apresentando personagens gays em uma dramática festa de aniversário no verão antes da rebelião de Stonewall. Ele também apareceu na versão cinematográfica da peça.
Em 1971, Prentice se juntou ao elenco de Dark Shadows interpretando Morgan Collins na trama de 1841 do show com tempo paralelo. Ele também apareceu como Nils Fowler no filme The Legend of Nigger Charley, de 1972, e teve um pequeno papel no filme Cruising, de 1980, que, assim como The Boys in the Band, foi dirigido por William Friedkin.
Em 1982, Prentice foi cofundador do Kettering Theatre Under the Stars em Kettering, Ohio, e dirigiu shows de verão lá até morrer de câncer relacionado à AIDS em 27 de setembro de 1992.

## Filmografia
| Ano  | Título               | Personagem |
| ---- | -------------------- | ---------- |
| 1970 | The Boys in the Band | Larry      |
| 1980 | Cruising             | Joey       |